# Jungheinrich
 (avril 2015).
Si vous disposez d'ouvrages ou d'articles de référence ou si vous connaissez des sites web de qualité traitant du thème abordé ici, merci de compléter l'article en donnant les références utiles à sa vérifiabilité et en les liant à la section « Notes et références ».
 (avril 2020).
Le groupe Jungheinrich, basé à Hambourg en Allemagne, est l'un des leaders internationaux dans les secteurs d'équipements de manutention, de stockage et de gestion des flux de marchandises. Dans ces secteurs, la société est classée numéro trois dans le monde et à la deuxième place en Europe[réf. nécessaire].

## Histoire
| 2018 | En 2018, la société a réalisé un chiffre d'affaires de 3,796 millions d'euros. 17 877 employés travaillent pour Jungheinrich. |
| 2011 | Inauguration de la nouvelle usine de fabrication à Qingpu (Banlieue de Shanghai). Première pierre posée pour le nouveau centre de pièces de rechange à Kaltenkirchen. |
| 2010 | Essai du dispositif de peinture par pulvérisation à l'usine de Norderstedt. Élargissement de la gamme produit via WMS |
| 2009 | Création d'une nouvelle usine à Landsberg (Saxe) pour la production des transpalettes électriques |
| 2007 | Une nouvelle structure d’entreprise : Filialisation des départements Vente et Exportation en Allemagne, de l’usine de Norderstedt et de la logistique de pièces de rechange, qui deviennent des unités indépendantes. Inauguration du centre de logistique des pièces de rechange de Bratislava, en Slovaquie Livraison du 50 000e chariot élévateur électrique 48 volts                                   |
| 2006 | Création de l'usine de montage à Qingpu (district de Shanghaï)/Chine. Création de la centrale occasions à Dresde pour la remise en état des matériels de manutention. Création de la filiale Jungheinrich Thaïlande. |
| 2005 | Livraison du 100 000e chariot à motorisation asynchrone Présentation du 1er chariot au monde à cabine rotative |
| 2004 | Création de la filiale Jungheinrich Chine Création de la filiale Jungheinrich Finlande Entreprise commune avec Ningbo Ruyi (Chine) pour la production de transpalettes manuels Jungheinrich Arrêt de l'activité commerciale de MIC S.A. et fermeture des sites de production d'Argentan, de Leighton Buzzard (GB) et de Madrid (E)                                                                         |
| 2003 | Déménagement en novembre 2003 de la succursale belge Août 2003 : 50 ans Jungheinrich Fondation de la succursale russe. |
| 2002 | Fondation de la succursale brésilienne. Fondation du "center of expertise" système, Moosbug/Allemagne Fondation du "counterbalanced trucks service centre", Moosburg/Allemagne Extension du magasin pièces de rechange de Norderstedt Construction et inauguration du magasin pièces de rechange à Lahr (Allemagne)                                                                                        |
| 2001 | Construction d'un nouveau magasin de pièces détachées dans le sud de l'Allemagne et extension du magasin de Norderstedt. Fondation de la succursale irlandaise. Jungheinrich et Linde fondent la société E-commerce "Supralift". |
| 2000 | Fondation de la succursale à Singapour. Fondation de la succursale Jungheinrich Lift Truck Corp., USA. Standardisation vers US-GAAP |
| 1999 | Introduction du nouveau transpalette manuel. 20.10 - 100e anniversaire du fondateur Dr F. Jungheinrich. |
| 1998 | Fondation de la succursale portugaise. Fin du programme JUPITER. Certification ISO 14001. Premier chariot élévateur électrique à mât rétractable Retrak ETV 14 conçu pour handicapés. Le service technique est équipé d'ordinateurs portables. |
| 1997 | Lancement du chariot élévateur électrique à moteur asynchrone EFG-VD 25/30. Jungheinrich équipe tous ses chariots élévateurs à moteur diesel ou LPG d'une boîte de vitesses hydrodynamique ou hydrostatique. Fondation de la succursale slovène. |
| 1996 | Inauguration du nouveau bâtiment de la succursale de Velbert, Bielefeld, Erfurt et Magdeburg. Lancement du Programme JUPITER : objectif devenir le leader technologique dans le segment du magasinage. Récupération d'énergie pour le chariot électrique à mât rétractable Retrak. Introduction du nouveau gerbeur SWIFT. Certification ISO 9001 pour toute la vente. Fondation de la succursale slovaque. |
| 1995 | Inauguration du nouveau bâtiment de la succursale de Güstrow. Première mondiale : premier chariot élévateur à mât rétractable Retrak avec tête de commande multifonctions "Multi-Pilot". |
| 1994 | Fondation de la succursale polonaise. Inauguration du nouveau bâtiment de la succursale de Berlin. Certification ISO 9001 pour les usines de Norderstedt, Wandsbek et Lüneburg. |
| 1993 | Inauguration du nouveau bâtiment de la succursale de Dresden et Bremen. |
| 1992 | Fondation de la succursale tchèque et hongroise. |
| 1991 | Création de départements "Système" en Grande-Bretagne, France et Italie. Introduction du système de stockage en profondeur. Inauguration du nouveau bâtiment de la succursale de Cologne et Nürenberg. |
| 1990 | Création d'un département "Système" à Hambourg. Fondation de cinq centres "Système " décentralisés en Allemagne. Introduction d'une nouvelle génération de chariots thermiques plus respectueux de l'environnement. |
| 1989 | Nouvelle construction de l'usine de Lüneburg : usine spécialisée dans la conception et la réalisation de machines "sur mesure" et en petite quantité. |
| 1988 | Mise en place d'une direction unique pour la vente, la location, les machines d'occasion et le service après vente au niveau groupe ainsi que dans les différentes succursales. Inauguration du nouveau bâtiment de la succursale de Francfort. |
| 1987 | Avec la nouvelle génération des Retrak , développés suivant le concept MSE, Jungheinrich crée une nouvelle base pour le stockage rationnel des produits. |
| 1986 | Changement du principe de production à Norderstedt : application du système "chaîne de montage". |
| 1984 | Introduction du concept de développement de système modulaire (MSE). Inauguration de l'atelier d'assemblage de Norderstedt : - Magasin central pour la production et pièces détachées - Procédé de peinture assisté par ordinateur - Chaîne de montage pour chariots assistée par ordinateur Inauguration du nouveau bâtiment de la succursale de Dortmund.                                                |
| 1983 | Élargissement de la gamme aux chariots thermiques (YALE) pour l'Allemagne et l'Autriche |
| 1982 | Présentation du système ARS pour permettre une automatisation du stockage dans les rayonnages. Présentation mondiale du premier chariot élévateur électrique à trois roues motrices. Jungheinrich crée ainsi une alternative à la propulsion. Nouvelle construction de l'atelier d'assemblage de Norderstedt et de la succursale de Heppenheim.                                                            |
| 1979 | Chiffre d'affaires : 533 millions DM dont 58 % à l'étranger. 4100 Collaborateurs |
| 1977 | Introduction du rayonnage "Delta". |
| 1976 | Mise en place dans la chaîne de montage de systèmes de transport sans conducteur. Fondation de la succursale belge. Embauche du 1 000e technicien après-vente. |
| 1974 | Début des activités de location et de machines d'occasion. La plus grande unité de production de transpalettes manuels au monde, MIC France, est reprise par Jungheinrich. |
| 1972 | Développement d'un chariot spécial pour la préparation de commande. Nouveau bâtiment pour la succursale de Munich. |
| 1970 | Fondation de la succursale espagnole. |
| 1969 | Fondation de la succursale norvégienne. |
| 1968 | Présentation du préparateur de commande tridirectionnel ETX qui garantit l'utilisation optimale de la place et de la hauteur de stockage. Décès de Dr.-Ing. Friedrich Jungheinrich. |
| 1967 | Fondation de la succursale danoise. |
| 1966 | Par l'acquisition de terrains et la construction de l'atelier de montage à Norderstedt, Jungheinrich assure sa stratégie et le développement futur de la société. |
| 1963 | Fondation de la succursale néerlandaise. |
| 1962 | Premier chariot à pilotage automatique et guidage par induction "Teletrak". Début de l'automatisation de chariots élévateurs (FTS). Fondation de la succursale française. |
| 1960 | Premier chariot élévateur à bras porteurs et timon "Ameise Junior". Fondation de la succursale suisse. |
| 1958 | L'atelier de montage à Hambourg - Wansbek est opérationnel et permet l'élargissement des capacités de production. Fondation des succursales italienne et suédoise. Premier chariot élévateur thermique diesel : Ameise 65 DFG 15 G. |
| 1957 | Début de la construction de l'atelier de montage à Hambourg - Wansbek. |
| 1956 | Avec la conception du chariot électrique à mât rétractable "Retrak" Jungheinrich introduit le concept de "stockage rationnel". Développement et production de moteurs électriques. Première succursale étrangère créée en Autriche. |
| 1953 | Fondation de la société H.Jungheinrich & Co.Maschinenfabrik à Hambourg le 7.8.1953. Premier chariot élévateur électrique 4 roues "Ameise 55". Ouverture de succursales et mise en place d'un réseau de service après-vente. |

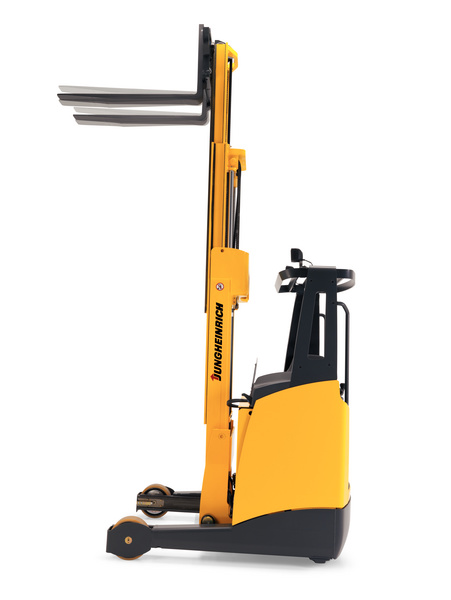
ETV214

| 1899 | Naissance du fondateur Friedrich Jungheinrich le 20 octobre 1899 |